# Villanova University
Die Villanova University ist eine private katholische Universität in den Vereinigten Staaten. Sie liegt im US-Bundesstaat Pennsylvania in Villanova in der Nähe von Philadelphia.

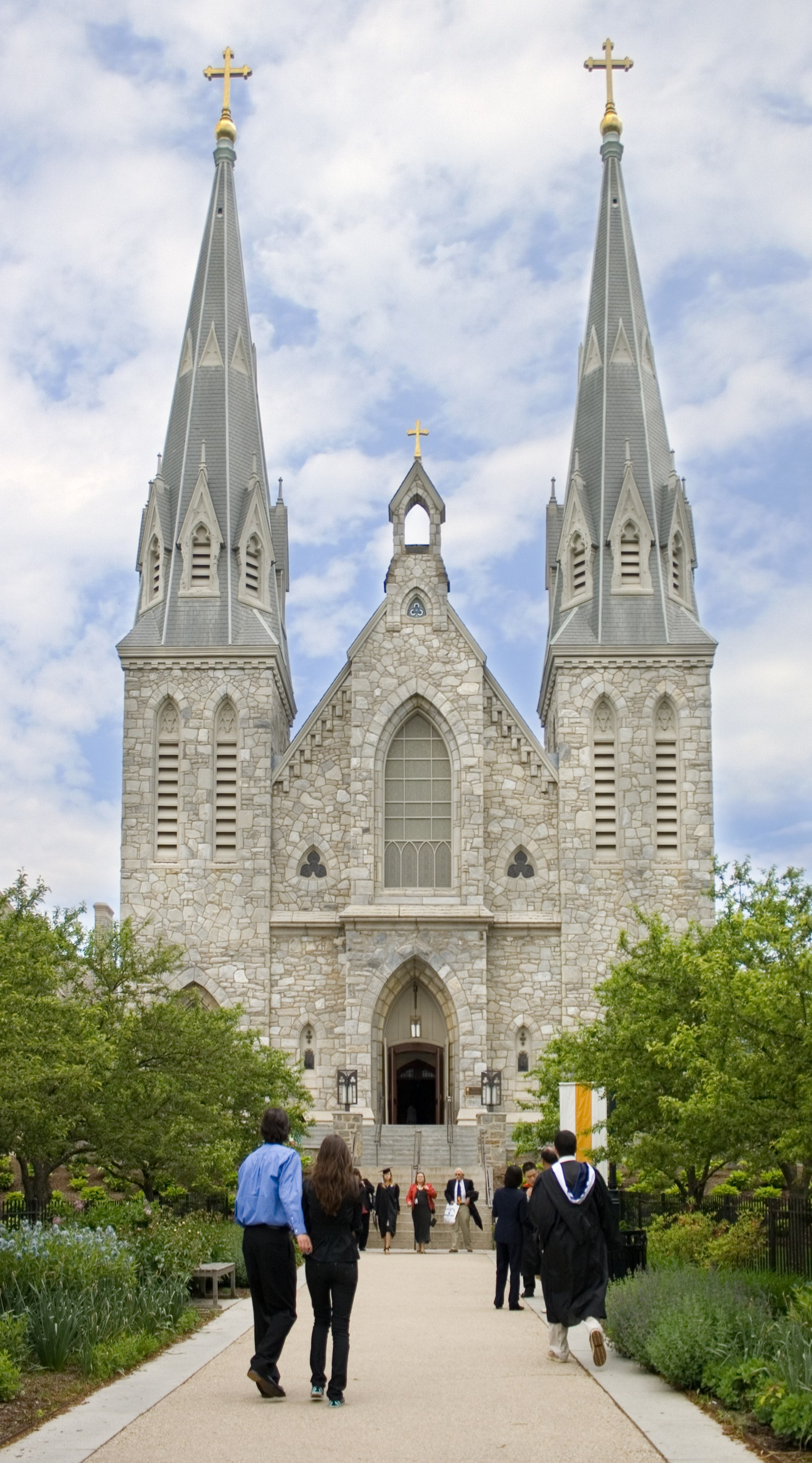
Kirche St. Thomas auf dem Campus der Villanova University

Benannt ist sie nach dem Heiligen Thomas von Villanova. Sie ist die älteste und größte katholische Universität in Pennsylvania. Gegründet wurde die Schule 1842 vom Augustinerorden und die historischen Spuren gehen zurück auf die Saint Augustine’s Church in Philadelphia, die von Brüdern des Ordens 1796 errichtet wurde, und die angegliederte Pfarreischule Saint Augustine’s Academy, gegründet 1811.

## Zahlen zu den Studierenden, den Dozenten und zum Vermögen
Im Herbst 2021 waren 10.870 Studierende (2020: 10.942 und 545 wiss. Mitarbeiter) an der Villanova University eingeschrieben. Davon strebten 7.032 (64,7 %) ihren ersten Studienabschluss an, sie waren also undergraduates. Von diesen waren 54 % weiblich und 46 % männlich; 7 % bezeichneten sich als asiatisch, 6 % als schwarz/afroamerikanisch, 10 % als Hispanic/Latino und 71 % als weiß. 3.838 (35,3 %) arbeiteten auf einen weiteren Abschluss hin, sie waren graduates. Es lehrten 1.143 Dozenten an der Universität, davon 730 in Vollzeit und 413 in Teilzeit. 2008 waren es 9.535 Studierende und 545 Dozenten gewesen. Die Universität zählt 135.000 Personen zu ihren Ehemaligen (Alumni).
Der Wert des Stiftungsvermögens der Universität lag 2021 bei 1,156 Mrd. US-Dollar und damit 43,5 % höher als im Jahr 2020, in dem es 805,4 Mio. US-Dollar betragen hatte.

## Einteilung

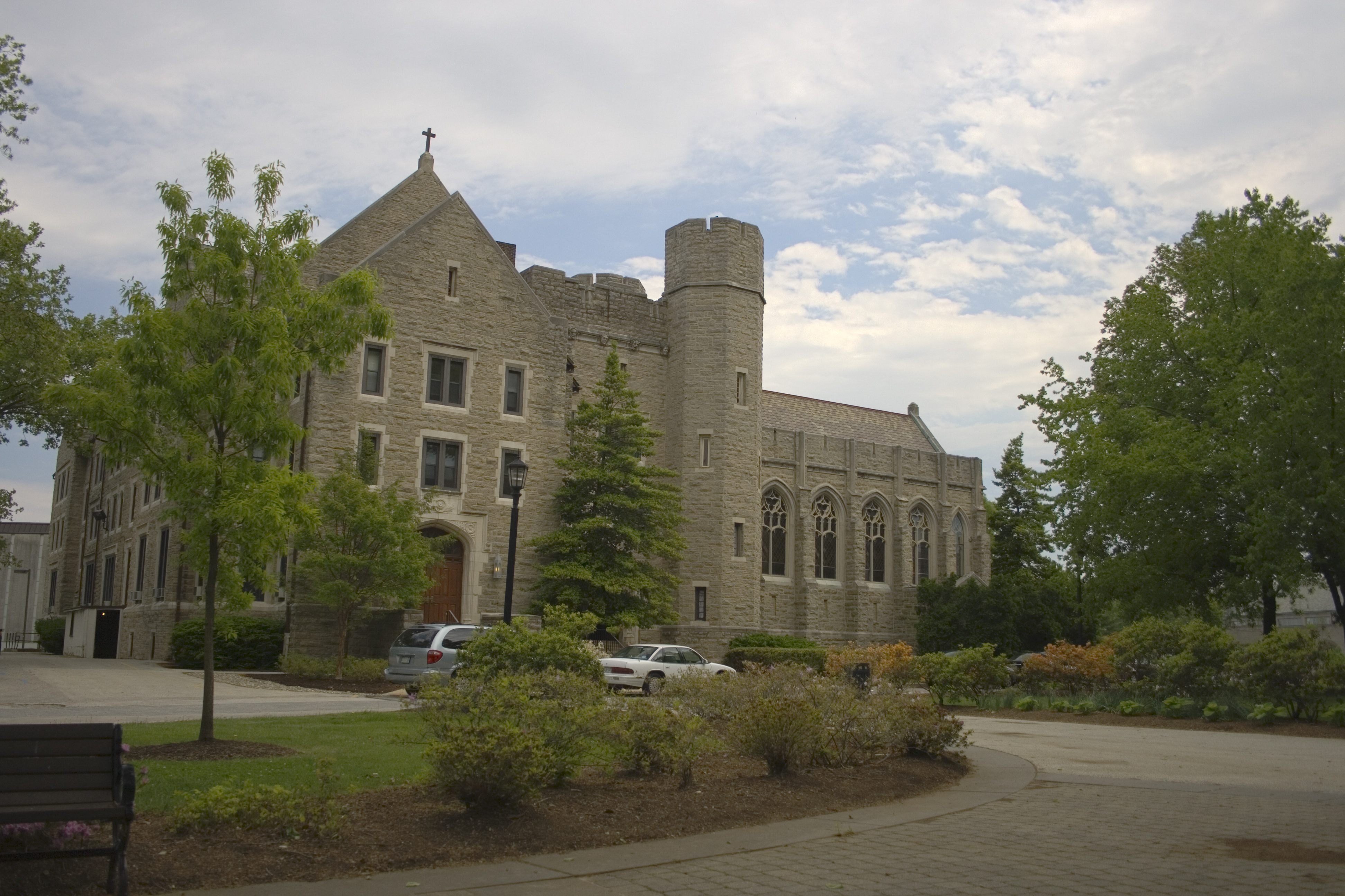
Corr Hall

Der Lehrbetrieb der Universität ist mit Stand 2022 eingeteilt in die Bereiche („schools & colleges“, was nur sehr grob „Institute & Fakultäten“ entspricht):
- Geisteswissenschaften (Freie Künste) und Wissenschaften (College of Liberal Arts and Sciences)
- Ingenieurwissenschaften (College of Engineering)
- Wirtschaftswissenschaften (Villanova School of Business)
- Pflege (M. Louise Fitzpatrick College of Nursing)
- Jura (Charles Widger School of Law)
- Weiterbildung (College of Professional Studies)

## Sport
Die Sportteams sind die Wildcats. Die Universität ist Mitglied in der Big East Conference. Die Männer-Basketball-Mannschaft konnte 2018 im Alamodome in San Antonio zum dritten Mal nach 1985 und 2016 den NCAA-Meistertitel erringen.

## Bekannte Absolventen
- Dwayne Anderson (* 1986), Basketballspieler
- Maria Bello (* 1967), Schauspielerin
- Saddiq Bey (* 1999), Basketballspieler
- Mikal Bridges (* 1996), Basketballspieler
- Jalen Brunson (* 1996), Basketballspieler
- G. T. Bynum (* 1977), Bürgermeister von Tulsa
- George B. Crist (1931–2024), General
- Jim Croce (1943–1973), Sänger
- Donte DiVincenzo (* 1997), Basketballspieler
- Howie Long (* 1960), American-Football-Spieler
- Kyle Lowry (* 1986), Basketballspieler
- Don McLean (* 1945), Sänger
- Eric Paschall (* 1996), Basketballspieler
- Jon Polito (1950–2016), Schauspieler
- Robert Francis Prevost OSA (* 1955), seit 8. Mai 2025 Papst Leo XIV.
- Allan Ray (* 1984), Basketballspieler
- Omari Spellman (* 1997), Basketballspieler
- Reggie Redding (* 1988), Basketballspieler